# Ворник (річка)
Ворник — річка у Росії, протікає по Свердловській області. Гирло знаходиться за 613 км по правому берегу річки Пелим. Довжина становить 13 км.
Система водного об'єкту: Пелим → Тавда → Тобол → Іртиш → Об → Карське море.

## Дані водного реєстру
За даними державного водного реєстру Росії відноситься до Іртиського басейнового округу, водогосподарська ділянка річки — Тавда від витоку та до гирла, без річки Сосьва від витоку до водомірного поста біля села Морозково, річковий підбасейн річки — Тобол. Річковий басейн річки — Іртиш.
Код об'єкта в державному водному реєстрі — 14010502512111200011741.